# Tempio Ta'er
Il Tempio Ta'er (noto anche come Monastero Kumbum o Lamasseria Ta'er) è un kumbum sito nella località di Lushaer, nella contea di Huangzhong della provincia cinese del Qinghai. Dista 25 km a sudovest dal capoluogo Xining ed è un importante centro del buddhismo tibetano della Cina nordoccidentale, nonché gode di ampia fama sia in patria sia nel Sud-est asiatico.
In tibetano è noto come Gunbenxian Bahrain, che significa "Tempio di Maitreya con centomila statue di leoni ruggenti". Il suo pregio architettonico e artistico lo rendono un prezioso simbolo del patrimonio culturale della Repubblica Popolare Cinese.

## Storia e descrizione
Nel medesimo luogo dove oggi è situato il tempio venne costruito un piccolo monastero chiamato Shardzong tra il 1560 e il 1577. Il tempio odierno venne costruito nel 1747 d.C., coincidente con il quinto anno di regno dell'imperatore Wanli, durante la dinastia Ming. Venne ampliato ulteriormente nei secoli successivi e gli edifici più recenti si diffusero attorno all'antico nucleo per coprire un'area di circa 44 ettari.
Il tempio è uno dei sei monasteri principali della scuola Gelug del buddismo tibetano in Cina. L'intero complesso ha una superficie di oltre 240 ettari e comprende numerosi templi, sale di scrittura, pagode e dormitori per i monaci. Nella parte anteriore del tempio giacciono otto chörten bianchi detti Otto Tathagata Stupa, tutti alti 6 m e costruiti nel 1776. I diversi edifici sono esempi sia di architettura cinese sia di architettura tibetana e sono ben disposti con travi intagliate e travicelli dipinti. Gli edifici di maggiore pregio artistico sono il Grande tempio dalle piastrelle dorate (Gser-sdon̂ Chen-mo, 1379), il tempio Xiaojinwa e la Grande sala da canto.
La grande torre d'argento (stupa) del Grande tempio dalle piastrelle dorate dà il nome all'intero complesso ed è dedicata a Tsongkhapa, fondatore della scuola Gelug e nativo del luogo. All'interno del complesso si possono ammirare le cosiddette Tre meraviglie dell'arte: le sculture di burro di yak, i dipinti murali e gli arazzi thangka realizzati con sete di vari colori, tagliati a forma di figure e poi imbottiti con lana o cotone per un effetto in rilievo. Inoltre, il tempio custodisce molti classici buddhisti e monografie accademiche di storia, letteratura, filosofia, medicina e legislazione.
Presso il tempio si tiene annualmente la cerimonia delle "Quattro Pūjā".